# 호르스트 볼터
호르스트 볼터(독일어: Horst Wolter, 1942년 6월 8일, 베를린 ~)는 전 서독 국가대표 축구 선수로, 현역 시절 골키퍼로 활약했다.

## 클럽 경력
1967년 브라운슈바이크의 분데스리가 우승 주역인 볼터는 브라운슈바이크와 헤르타 베를린 소속으로 서독 1부 리그에서 250경기 가까이 출전했다.

## 국가대표팀 경력
볼터는 1967년부터 1970년까지 서독 국가대표팀 경기에 13번 출전했다. 볼터는 "군단"(Die Mannschaft)이 우루과이를 상대한 1970년 월드컵 3위 결정전에서 주전 제프 마이어를 대신해 출전했다.

## 수상

### 클럽
브라운슈바이크
- 분데스리가: 1966–67